# 이현곤
이현곤(李賢坤, 1980년 2월 21일 ~ )은 전 KBO 리그 NC 다이노스의 내야수이자, 현 KBO 리그 KIA 타이거즈의 작전코치이다.

## 선수 시절

### 아마추어 시절
광주제일고등학교 시절 1루수 최희섭, 2루수 송원국, 유격수 정성훈과 함께 주전 3루수로 활약했다. 1998년 고졸우선지명을 받았다. 연세대학교에 재학 중이던 2001년에는 연세대 조용준, 고려대 이택근, 한양대 김민우 등과 함께 야구 월드컵 국가대표팀에 선발됐다. 2002년에 연세대학교를 졸업하고 KIA 타이거즈에 입단하였다.

### KIA 타이거즈시절
2002년에 입단하였다.
2004년 병역 비리에 연루돼 2005년 3월에 공익근무요원으로 입소했으나, 지병인 갑상선 질환으로 2006년 3월에 의병 소집 해제돼 곧바로 복귀했다. 2007년 시즌 3할대 타율, 153안타로 타격왕과 최다 안타상을 수상했다. 그에게는 2007년이 커리어하이 시즌이었고, 2007년 타격왕 수상 이후 강한 인상을 주지 못했다.

### NC 다이노스시절

#### 2013년 시즌
FA 선언 후 2012년 11월 18일 3년 간 10억 5,000만원에 팀의 창단 후 두 번째 FA 선수가 돼 이적하였다. 하지만 노진혁에게 주전에서 밀려 기회를 많이 얻지 못했다.

#### 2014년 시즌
8월 21일에 이번 시즌을 마지막으로 은퇴할 것이라고 밝혔다. 9월 9일 삼성 라이온즈와의 경기에서 역대 112번째 통산 네 자릿수 경기 출장을 달성했다.

## 야구선수 은퇴 후
2014년 애리조나 교육 리그에 코치로 참여했고, NC 다이노스에서 은퇴한 선수 중 최초로 1년간 샌디에이고 파드리스에서 지도자 연수를 받았다. 샌디에이고 파드리스 스프링캠프에 합류 후 마이너리그 싱글A+ 레이크 엘시노어 스톰과 루키리그 AZL 파드리스에서 각각 6개월 씩 머물렀다. 그는“1년 동안 연수하면서 많은 것을 배워 지도자 생활에 큰 도움이 될 수 있도록 하겠다”고 포부를 밝혔다.
2015년부터 고양 다이노스의 수비코치로 활동했다.

## 에피소드
- 2009년 10월 24일 한국시리즈 7차전에서 당시 SK 와이번스의 포수였던 정상호가 최정의 보내기 번트 때 2루로 슬라이딩하며 그를 덮쳤다. 그 때 2루에서 최정의 공을 처리한 그는 1루로 송구하지 못했다. 전에 서재응과 정근우의 거센 신경전이 있어서 자칫 벤치 클리어링으로 이어질 뻔했으나 그가 정상호를 안아주며 서로 화해하는 제스처를 취해 경기가 원만하게 진행됐다.[8]

## 별명
- 그가 타석에 설 때, 유독 1사 상황에선 병살타, 2사에서는 플라이 아웃, 삼진 등으로 공수가 바뀌는 일이 잦았으며, 안타를 치고 나가도 투수 교체 타이밍이 된다던가, 주자가 어이없는 주루사를 당하는 경우도 많아 타의에 의한 광고 방영이 잦아 광고와 '현곤이'를 합쳐 '광고니'라고 불렸다.[9]

## 출신 학교
- 송정동초등학교
- 무등중학교
- 광주제일고등학교
- 연세대학교

## 통산 기록

### 연도별 타격 성적
| 연 도           | 소 속           | 나 이           | 출 장 | 타 석 | 타 수 | 득 점 | 안 타 | 2 루 타 | 3 루 타 | 홈 런 | 타 점 | 도 루 | 도 실 | 볼 넷 | 삼 진 | 타 율 | 출 루 율 | 장 타 율 | O P S | 루 타 | 병 살 타 | 몸 맞 | 희 타 | 희 플 | 고 4 |
| --------------- | --------------- | --------------- | ----- | ----- | ----- | ----- | ----- | ------- | ------- | ----- | ----- | ----- | ----- | ----- | ----- | ----- | -------- | -------- | ----- | ----- | -------- | ----- | ----- | ----- | ---- |
| 2002            | KIA             | 22              | 52    | 122   | 113   | 11    | 29    | 7       | 1       | 3     | 12    | 3     | 0     | 8     | 25    | .257  | .312     | .416     | .727  | 47    | 4        | 1     | 0     | 0     | 0    |
| 2003            | KIA             | 23              | 129   | 397   | 350   | 42    | 92    | 15      | 0       | 5     | 43    | 8     | 4     | 25    | 41    | .263  | .316     | .349     | .664  | 122   | 3        | 3     | 17    | 2     | 0    |
| 2004            | KIA             | 24              | 68    | 139   | 116   | 17    | 32    | 9       | 0       | 1     | 10    | 3     | 0     | 11    | 14    | .276  | .364     | .379     | .743  | 44    | 5        | 5     | 7     | 0     | 0    |
| 2006            | KIA             | 26              | 77    | 272   | 247   | 27    | 60    | 14      | 1       | 5     | 27    | 2     | 5     | 12    | 39    | .243  | .281     | .368     | .650  | 91    | 8        | 2     | 9     | 2     | 0    |
| 2007            | KIA             | 27              | 126   | 521   | 453   | 63    | 153   | 31      | 0       | 2     | 48    | 4     | 2     | 43    | 61    | .338  | .393     | .419     | .812  | 190   | 11       | 3     | 13    | 8     | 0    |
| 2008            | KIA             | 28              | 112   | 435   | 393   | 33    | 101   | 19      | 2       | 2     | 40    | 5     | 5     | 30    | 51    | .257  | .312     | .331     | .642  | 130   | 12       | 3     | 4     | 4     | 1    |
| 2009            | KIA             | 29              | 120   | 428   | 363   | 35    | 92    | 15      | 0       | 2     | 33    | 11    | 3     | 34    | 63    | .253  | .329     | .311     | .641  | 113   | 16       | 10    | 15    | 6     | 0    |
| 2010            | KIA             | 30              | 108   | 304   | 260   | 27    | 68    | 13      | 1       | 2     | 28    | 0     | 2     | 21    | 38    | .262  | .314     | .342     | .656  | 89    | 6        | 1     | 17    | 5     | 0    |
| 2011            | KIA             | 31              | 104   | 257   | 222   | 24    | 59    | 10      | 1       | 1     | 17    | 1     | 1     | 20    | 38    | .266  | .329     | .333     | .663  | 74    | 4        | 2     | 11    | 2     | 0    |
| 2012            | KIA             | 32              | 6     | 6     | 5     | 0     | 1     | 0       | 0       | 0     | 0     | 0     | 0     | 1     | 1     | .200  | .333     | .200     | .533  | 1     | 1        | 0     | 0     | 0     | 0    |
| 2013            | NC              | 33              | 91    | 161   | 139   | 10    | 38    | 7       | 0       | 0     | 9     | 2     | 0     | 16    | 14    | .273  | .361     | .324     | .685  | 45    | 4        | 3     | 3     | 0     | 0    |
| 2014            | NC              | 34              | 7     | 12    | 11    | 0     | 1     | 0       | 0       | 0     | 0     | 0     | 0     | 0     | 3     | .091  | .091     | .091     | .182  | 1     | 1        | 0     | 1     | 0     | 0    |
| KBO 통산 : 12년 | KBO 통산 : 12년 | KBO 통산 : 12년 | 1000  | 3054  | 2672  | 289   | 726   | 140     | 6       | 23    | 267   | 39    | 22    | 221   | 388   | .272  | .332     | .354     | .686  | 947   | 75       | 33    | 97    | 29    | 1    |

- 시즌 기록 중 굵은 글씨는 해당 시즌 최고 기록

### 주요 기록
- 출장

| 기록          | 날짜     | 소속팀 | 상대팀 | 장소 | 종전 기록 | 기타              | 출처   |
| ------------- | -------- | ------ | ------ | ---- | --------- | ----------------- | ------ |
| 1경기 출장    | 2002.5.2 | KIA    | 현대   | 수원 |           |                   |        |
| 1000경기 출장 | 2014.9.9 | NC     | 삼성   | 마산 | 김강민    | 역대 112번째 기록 | [ 10 ] |